# Пчелка (Калузька область)
Пчелка (рос. Пчелка) — присілок в Кіровському районі Калузької області Російської Федерації.
Населення становить 0 осіб. Входить до складу муніципального утворення Присілок Гавриловка.

## Історія
Від 2004 року входить до складу муніципального утворення Присілок Гавриловка.

## Населення
| 2002 | 2010 |
| ---- | ---- |
| 4    | ↘0   |